# Jurij Mirosznyczenko
Jurij Romanowycz Mirosznyczenko, ukr. Юрій Романович Мірошниченко (ur. 3 lutego 1970 w miejscowości Lisino-Korpus w obwodzie leningradzkim) – ukraiński polityk, poseł do Rady Najwyższej, w latach 2010–2014 przedstawiciel prezydenta Wiktora Janukowycza w parlamencie.

## Życiorys
Absolwent filologii na Kijowskim Uniwersytecie Narodowym im. Tarasa Szewczenki. Ukończył również studia prawnicze, uzyskał stopień kandydata nauk. Pracował w prywatnych przedsiębiorstwach i organizacjach gospodarczych.
W latach 1999–2004 był przewodniczącym partii Nowa Generacja Ukrainy, następnie pełnił funkcję wiceprzewodniczącego ugrupowania Trudowa Ukrajina Serhija Tihipki. Dołączył następnie do Partii Regionów. Z listy krajowej tego ugrupowania w 2006, 2007 i 2012 uzyskiwał mandat deputowanego V, VI i VII kadencji. Od marca 2010 do lutego 2014 zajmował stanowisko przedstawiciela Prezydenta Ukrainy w Radzie Najwyższej. W lipcu 2014 stanął na czele Partii Rozwoju Ukrainy, uchodzącej za polityczny projekt Serhija Lowoczkina. We wrześniu tego samego roku był jednym z organizatorów Bloku Opozycyjnego, skupiającego przeciwników Euromajdanu wywodzących się głównie z Partii Regionów. Z ramienia tej formacji w październiku 2014 Jurij Mirosznyczenko po raz czwarty z rzędu został wybrany do ukraińskiego parlamentu.